# Cellule CHO
Pour les articles homonymes, voir CHO.

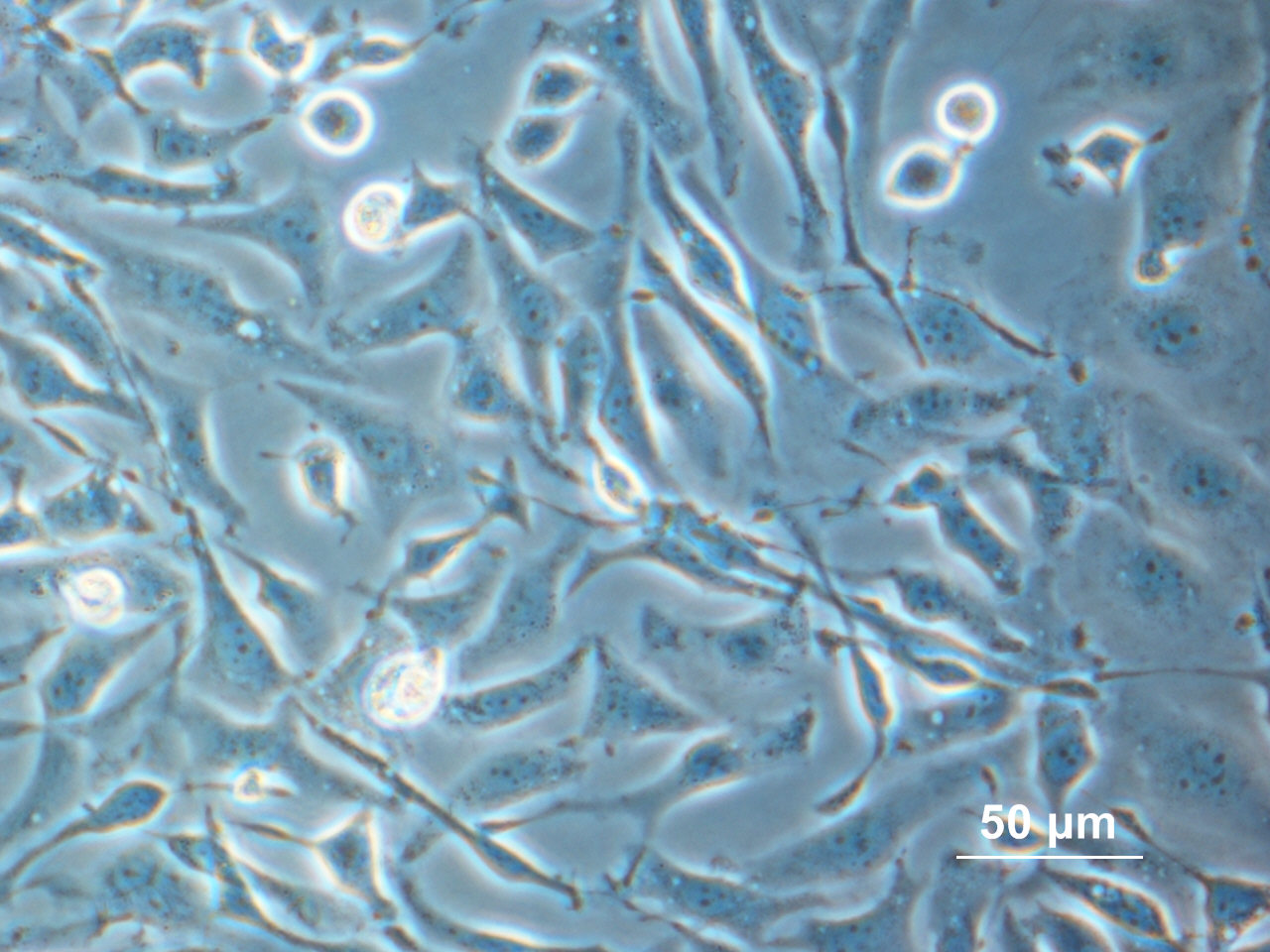
Cellules CHO vues au microscope à contraste de phase.

Les cellules CHO sont une lignée cellulaire issue d'ovaires de hamster de Chine (Cricetulus griseus) couramment utilisée en recherche dans le domaine médical, en biotechnologie et par l'industrie pharmaceutique pour la production de protéines thérapeutiques.
Elles ont été introduites dans les années 1960, à partir d'une lignée isolée en 1957,, comme culture cellulaire monocouche nécessitant l'adjonction de proline dans leur milieu de culture. Elles existent aujourd'hui selon différentes lignées présentant des altérations génétiques variables. Elles sont utilisées pour les études génétiques, les recherches sur l'expression des gènes — notamment pour produire des protéines recombinantes — et la nutrition, ainsi que pour réaliser des analyses de toxicité.
Il s'agit de l'une des lignées cellulaires le plus couramment utilisées dans la production de médicaments tels que les anticorps thérapeutiques. Près de 70 % de toutes les protéines produites par recombinaison à des fins thérapeutiques sont exprimées par des cellules CHO,.